# بشدرة (قرة باشلو)
بشدرة (بالفارسية: بشدره) هي قرية تقع في إيران في قسم قرة باشلو الريفي. يقدر عدد سكانها بـ 149 نسمة بحسب إحصاء 2016.